# Campeonato Sub-17 de la OFC 2005
El Campeonato Sub-17 de la OFC 2005 fue la décima edición de dicho torneo. Se llevó a cabo entre el 2 y el 15 de abril en Nueva Caledonia.
Participaron nueve selecciones: Australia, Fiyi, Islas Cook, Islas Salomón, Nueva Caledonia, Papúa Nueva Guinea, Tahití, Tonga y Vanuatu. Fueron divididos en dos grupos de cuatro y cinco equipos cada uno, y posteriormente accedieron a una fase eliminatoria. Australia ganó el torneo por décima vez y clasificó a la Copa Mundial la categoría de 2005.

## Equipos participantes
| Equipos participantes | Equipos participantes | Equipos participantes | Equipos participantes |
| --------------------- | --------------------- | --------------------- | --------------------- |
| Australia             | Fiyi                  | Islas Cook            | Islas Salomón         |
| Nueva Caledonia       | Papúa Nueva Guinea    | Tahití                | Tonga                 |
| Vanuatu               |                       |                       |                       |

## Primera fase

### Grupo A
| Selección | Pts | PJ | PG | PE | PP | GF | GC | Dif |
| --------- | --- | -- | -- | -- | -- | -- | -- | --- |
| Australia | 9   | 3  | 3  | 0  | 0  | 35 | 0  | 35  |
| Vanuatu   | 6   | 3  | 2  | 0  | 1  | 22 | 5  | 18  |
| Tahití    | 3   | 3  | 1  | 0  | 2  | 16 | 7  | 9   |
| Tonga     | 0   | 3  | 0  | 0  | 3  | 0  | 61 | -61 |

| Fecha               | Lugar |           |                               | Resultado |                      |           |
| ------------------- | ----- | --------- | ----------------------------- | --------- | -------------------- | --------- |
| 3 de abril de 2005  | Numea | Australia | Bandera de Australia          | 4:0       | Bandera de Vanuatu   | Vanuatu   |
| 3 de abril de 2005  | Numea | Tahití    | Bandera de Polinesia Francesa | 15:0      | Bandera de Tonga     | Tonga     |
| 5 de abril de 2005  | Numea | Vanuatu   | Bandera de Vanuatu            | 20:0      | Bandera de Tonga     | Tonga     |
| 7 de abril de 2005  | Numea | Tahití    | Bandera de Polinesia Francesa | 0:5       | Bandera de Australia | Australia |
| 9 de abril de 2005  | Numea | Tahití    | Bandera de Polinesia Francesa | 1:2       | Bandera de Vanuatu   | Vanuatu   |
| 11 de abril de 2005 | Numea | Tonga     | Bandera de Tonga              | 0:26      | Bandera de Australia | Australia |

### Grupo B
| Selección          | Pts | PJ | PG | PE | PP | GF | GC | Dif |
| ------------------ | --- | -- | -- | -- | -- | -- | -- | --- |
| Nueva Caledonia    | 9   | 4  | 3  | 0  | 1  | 11 | 6  | 5   |
| Islas Salomón      | 8   | 4  | 2  | 2  | 0  | 17 | 5  | 12  |
| Fiyi               | 7   | 4  | 2  | 1  | 1  | 9  | 6  | 3   |
| Papúa Nueva Guinea | 4   | 4  | 1  | 1  | 2  | 10 | 11 | -1  |
| Islas Cook         | 0   | 4  | 0  | 0  | 4  | 0  | 19 | -19 |

| Fecha               | Lugar |                 |                            | Resultado |                               |                    |
| ------------------- | ----- | --------------- | -------------------------- | --------- | ----------------------------- | ------------------ |
| 2 de abril de 2005  | Numea | Fiyi            | Bandera de Fiyi            | 5:2       | Bandera de Papúa Nueva Guinea | Papúa Nueva Guinea |
| 2 de abril de 2005  | Numea | Islas Salomón   | Bandera de Islas Salomón   | 5:0       | Bandera de Nueva Caledonia    | Nueva Caledonia    |
| 5 de abril de 2005  | Numea | Fiyi            | Bandera de Fiyi            | 2:2       | Bandera de Islas Salomón      | Islas Salomón      |
| 5 de abril de 2005  | Numea | Nueva Caledonia | Bandera de Nueva Caledonia | 6:0       | Bandera de Islas Cook         | Islas Cook         |
| 7 de abril de 2005  | Numea | Nueva Caledonia | Bandera de Nueva Caledonia | 3:1       | Bandera de Papúa Nueva Guinea | Papúa Nueva Guinea |
| 7 de abril de 2005  | Numea | Islas Cook      | Bandera de Islas Cook      | 0:7       | Bandera de Islas Salomón      | Islas Salomón      |
| 9 de abril de 2005  | Numea | Islas Salomón   | Bandera de Islas Salomón   | 3:3       | Bandera de Papúa Nueva Guinea | Papúa Nueva Guinea |
| 9 de abril de 2005  | Numea | Fiyi            | Bandera de Fiyi            | 2:0       | Bandera de Islas Cook         | Islas Cook         |
| 11 de abril de 2005 | Numea | Islas Cook      | Bandera de Islas Cook      | 0:4       | Bandera de Papúa Nueva Guinea | Papúa Nueva Guinea |
| 11 de abril de 2005 | Numea | Nueva Caledonia | Bandera de Nueva Caledonia | 2:0       | Bandera de Fiyi               | Fiyi               |

## Segunda fase

### Semifinales
| Fecha               | Lugar |                 |                            | Resultado |                          |               |
| ------------------- | ----- | --------------- | -------------------------- | --------- | ------------------------ | ------------- |
| 13 de abril de 2005 | Numea | Australia       | Bandera de Australia       | 2:0       | Bandera de Islas Salomón | Islas Salomón |
| 13 de abril de 2005 | Numea | Nueva Caledonia | Bandera de Nueva Caledonia | 1:4       | Bandera de Vanuatu       | Vanuatu       |

### Tercer lugar
| Fecha               | Lugar |                 |                            | Resultado |                          |               |
| ------------------- | ----- | --------------- | -------------------------- | --------- | ------------------------ | ------------- |
| 15 de abril de 2005 | Numea | Nueva Caledonia | Bandera de Nueva Caledonia | 1:3       | Bandera de Islas Salomón | Islas Salomón |

### Final
| Fecha               | Lugar |           |                      | Resultado |                    |         |
| ------------------- | ----- | --------- | -------------------- | --------- | ------------------ | ------- |
| 15 de abril de 2005 | Numea | Australia | Bandera de Australia | 1:0       | Bandera de Vanuatu | Vanuatu |

| Bandera de Australia |
| Campeón Australia    |
| 10.mo título         |